# 並河駅
並河駅（なみかわえき）は、京都府亀岡市大井町土田二丁目にある、西日本旅客鉄道（JR西日本）山陰本線の駅である。駅番号はJR-E12。「嵯峨野線」の愛称区間に含まれている。

## 歴史

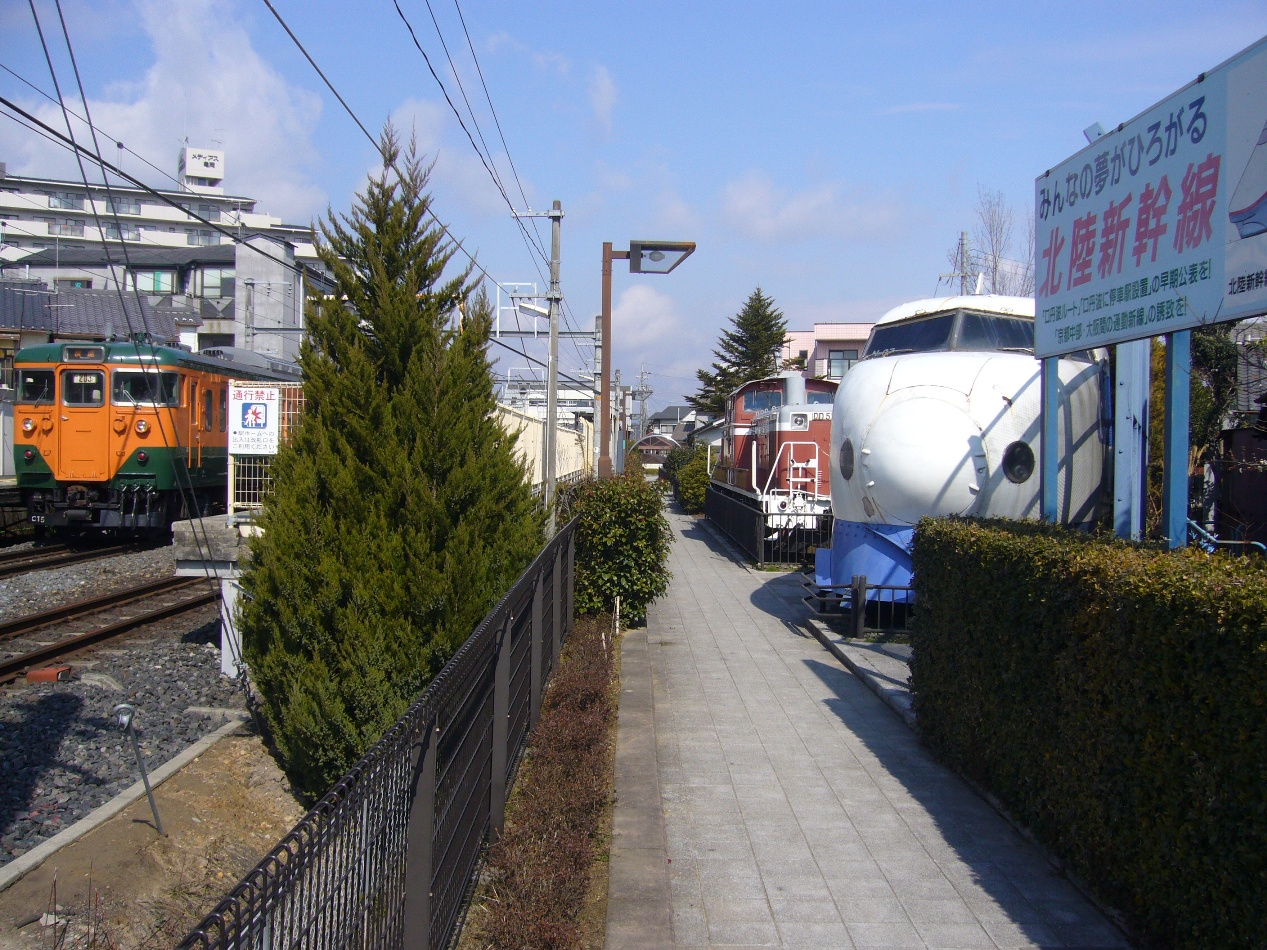
並河駅鉄道歴史公園

- 1935年（昭和10年）7月20日：鉄道省山陰本線亀岡駅 - 八木駅間に千代川駅と共に新設開業。京都 - 福知山間の各駅と大阪駅に発着する旅客のみ取扱い[3]。
- 1949年（昭和24年）
  - 10月15日：同日より並河 - 千代川間の営業キロを2.3kmから2.0kmに変更[4]。
  - 11月1日：同日より手荷物・小荷物の取り扱いを開始し、旅客取扱区間の制限を撤廃[5]。
- 1971年（昭和46年）12月1日：荷物扱い廃止[6]。駅員無配置駅となる[7]。
- 1987年（昭和62年）4月1日：国鉄分割民営化により、西日本旅客鉄道（JR西日本）の駅となる[2]。
- 1988年（昭和63年）3月13日：路線愛称の制定により、「嵯峨野線」の愛称を使用開始。
- 1989年（平成元年）3月5日：千代川駅寄りに200メートル移転し[2]、駅構造が1面1線から2面2線に拡張[8]。
  - 棒線駅時代は、普通列車でも時間帯によっては通過する列車があった（これは吉富駅・高津駅、舞鶴線の淵垣駅も同じであった）。
  - 旧駅舎跡地は鉄道歴史公園として整備され、DD51形ディーゼル機関車1040号機と新幹線0系電車22形1003号の先頭車両運転台部のカットボディが設置、展示されている。
- 1998年（平成10年）12月8日：自動改札機を設置し、供用開始[9]。
- 2003年（平成15年）11月1日：ICカード「ICOCA」の利用が可能となる。
- 2009年（平成21年）
  - 9月6日：当駅から八木駅まで複線化。
  - 10月17日：跨線橋にエレベーターが設置され、供用開始[10]。
  - 11月1日：当駅から亀岡駅まで複線化。交換設備廃止。
- 2018年（平成30年）3月17日：駅ナンバリングが導入され、使用を開始。
- 2024年（令和6年）10月31日：みどりの窓口の営業を終了[11]。

## 駅構造
相対式ホーム2面2線を持つ地上駅。2009年11月の亀岡駅までの複線化の完成により、分岐器や絶対信号機を持たない停留所となった。駅舎は2番のりば側にあり、反対側の1番のりばへは園部・福知山寄りの跨線橋で連絡している。跨線橋には両ホーム側ともエレベーターが設置されている。
亀岡駅が管理し、JR西日本交通サービスが駅業務を受託する業務委託駅となっている。以前は早朝と深夜は無人駅となっていたが、現在は終日駅員配置となっている。ICOCA利用可能駅（相互利用可能ICカードはICOCAの項を参照）。
駅の東西を「並河クリエーティブ地下通路」が結んでいる。

### のりば
| のりば | 路線     | 方向 | 行先             |
| ------ | -------- | ---- | ---------------- |
| 1      | 嵯峨野線 | 上り | 亀岡・京都方面   |
| 2      | 嵯峨野線 | 下り | 園部・福知山方面 |

- 上表の路線名は旅客案内上の名称（愛称）で表記している。
- 2009年9月に当駅から八木駅までが複線化されるまでは、駅舎側の2番線を上下本線とした一線スルーで、通過列車及び行違いを行わない停車列車は上下線とも2番線を通っていた。

## 利用状況
2023年（令和5年）度の1日当たりの利用者数は5,634人である。
かつては普通列車でも通過する列車があるほど閑散とした駅であったが、嵯峨野線の高速化や亀岡市が京都中心部へのベッドタウン化していくにつれ、利用客数は徐々に増えつつある。
1日の平均乗車人員は以下の通りである。
| 年度   | 1日平均 乗車人員 |
| ------ | ---------------- |
| 1999年 | 2,748            |
| 2000年 | 2,718            |
| 2001年 | 2,704            |
| 2002年 | 2,641            |
| 2003年 | 2,762            |
| 2004年 | 2,822            |
| 2005年 | 2,863            |
| 2006年 | 2,995            |
| 2007年 | 3,063            |
| 2008年 | 3,055            |
| 2009年 | 3,016            |
| 2010年 | 2,962            |
| 2011年 | 3,008            |
| 2012年 | 3,000            |
| 2013年 | 3,156            |
| 2014年 | 3,093            |
| 2015年 | 3,197            |
| 2016年 | 3,225            |
| 2017年 | 3,252            |
| 2018年 | 3,293            |
| 2019年 | 3,257            |
| 2020年 | 2,619            |
| 2021年 | 2,638            |
| 2022年 | 2,740            |

## 駅周辺

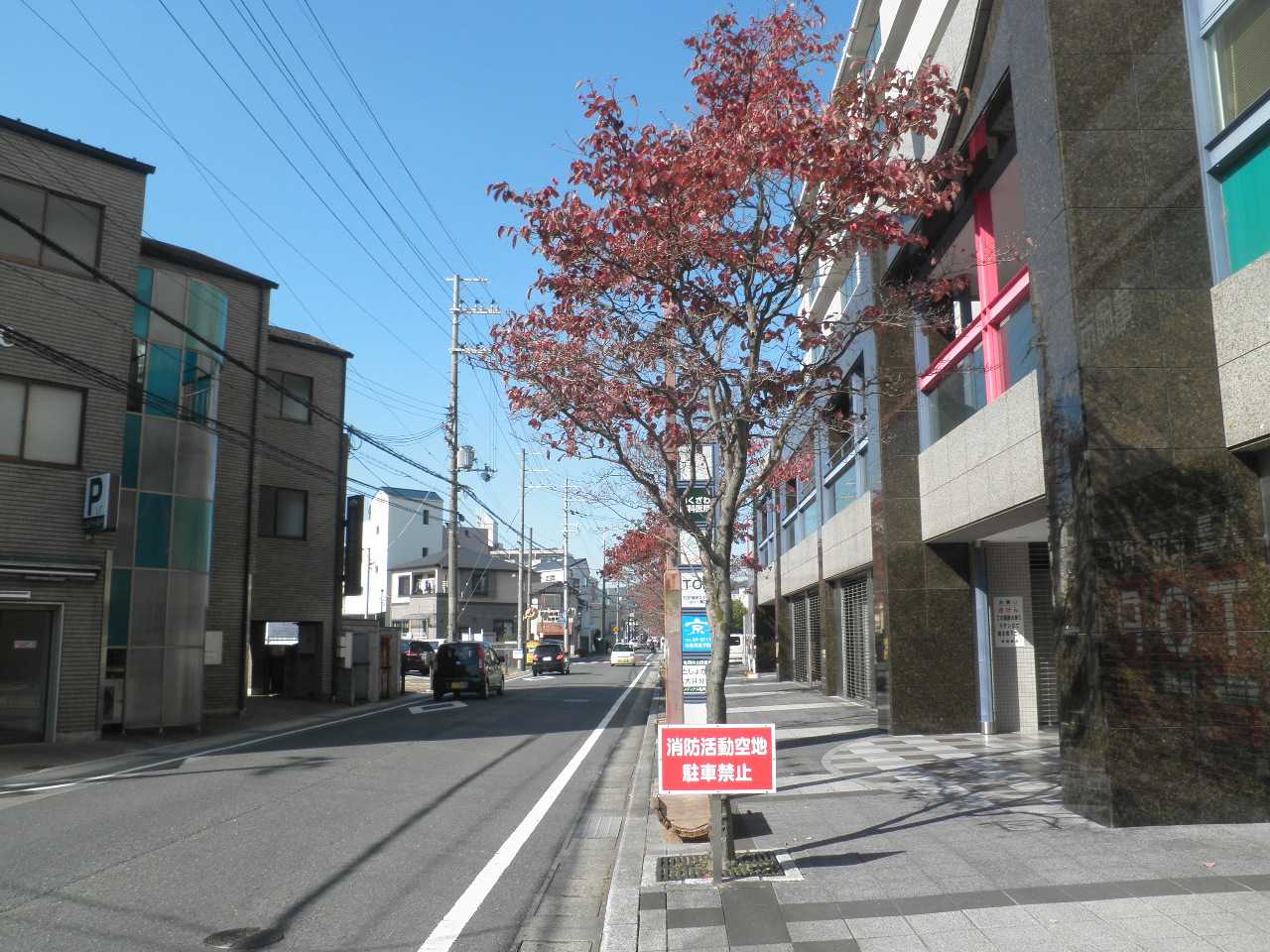
並河駅から国道9号に続く道路

- 亀岡市立図書館 大井分館
- 亀岡市立大成中学校
- 亀岡市立大井小学校
- 国道9号（山陰道）
- 京都縦貫自動車道大井インターチェンジ
- マツモト大井店
- エディオン亀岡店
- コーナン亀岡大井店
- オートバックス亀岡店
- イエローハット亀岡店
- JA京都亀岡大井支店
- 大井簡易郵便局

### バス路線
- 亀岡市ふるさとバス
  - F51・52系統：京都先端科学大学京都亀岡キャンパス 行

## 隣の駅
西日本旅客鉄道（JR西日本）
 嵯峨野線（山陰本線）
■快速・■普通
亀岡駅 (JR-E11) - 並河駅 (JR-E12) - 千代川駅 (JR-E13)